# Boys (filme de 1996)
Boys  (intitulado em Portugal Rapazes) é um filme estadunidense, dirigido por Stacy Cochrane, lançado em 1996.

## Resumo
Jovem aluno, no último ano do colégio, em regime de internato masculino, apaixona-se por garota aventureira que ele encontra desacordada nas redondezas da escola. O grande trunfo do diretor Stacy Cochrane ("A Arma") nessa estilizada e moderninha versão da clássica despedida da infância e conseqüente perda da inocência é o talento e a química do seu jovem mas experiente casal de protagonista Lukas Haas ("A Testemunha") e Winona Ryder ("Adoráveis Mulheres"). Além disso ele aquece a trama principal com um misterioso crime e toques românticos, numa sucessão de climas envolventes, embalados por trilha sonora pop e enquadrados por delicada fotografia.

## Elenco
- Winona Ryder — Patty Vare
- Lukas Haas — John Baker, Jr.
- John C. Reilly — Officer Kellogg Curry
- Chris Cooper — John Baker, Sr.
- Jessica Harper — Srs. John Baker
- James LeGros — Fenton Ray
- Skeet Ulrich — Bud Valentine
- Matt Malloy — Bartender
- Spencer Vrooman — John Murphy
- Charlie Hofheimer — John Cooke
- Bill Sage — Oficial Bill Martone
- Marty McDonough — Professor
- Wiley Wiggins — John Phillips
- Vivienne Shub — Frances
- Russell Young — John Van Slieder
- Christopher Pettiet — Jon Heinz
- Catherine Keener — Jilly